# إيفلين ويدمر شلمف
هي رئيسة دولة سويسرا الفدرالية بين سنة 2007 و 2011 ولدت في 16 مارس 1956 في منطقة فلسبرغ مقاطعة زيوريخ السويسرية الناطقة باألمانية دخلت البرلمان في 12 ديسمبر 2007 شغلت منصب رئيس جهاز الشرطة والعدل إلى أن أنتخبت رئيسة في 14 ديسمبر 2011 عن حزب الشعب السويسري وتسلمت المهام في 2012.

## وصلات خارجية
- إيفلين ويدمر شلمف على موقع IMDb (الإنجليزية)
- إيفلين ويدمر شلمف على موقع الموسوعة البريطانية (الإنجليزية)
- إيفلين ويدمر شلمف على موقع مونزينجر (الألمانية)